# Mercado interbancario

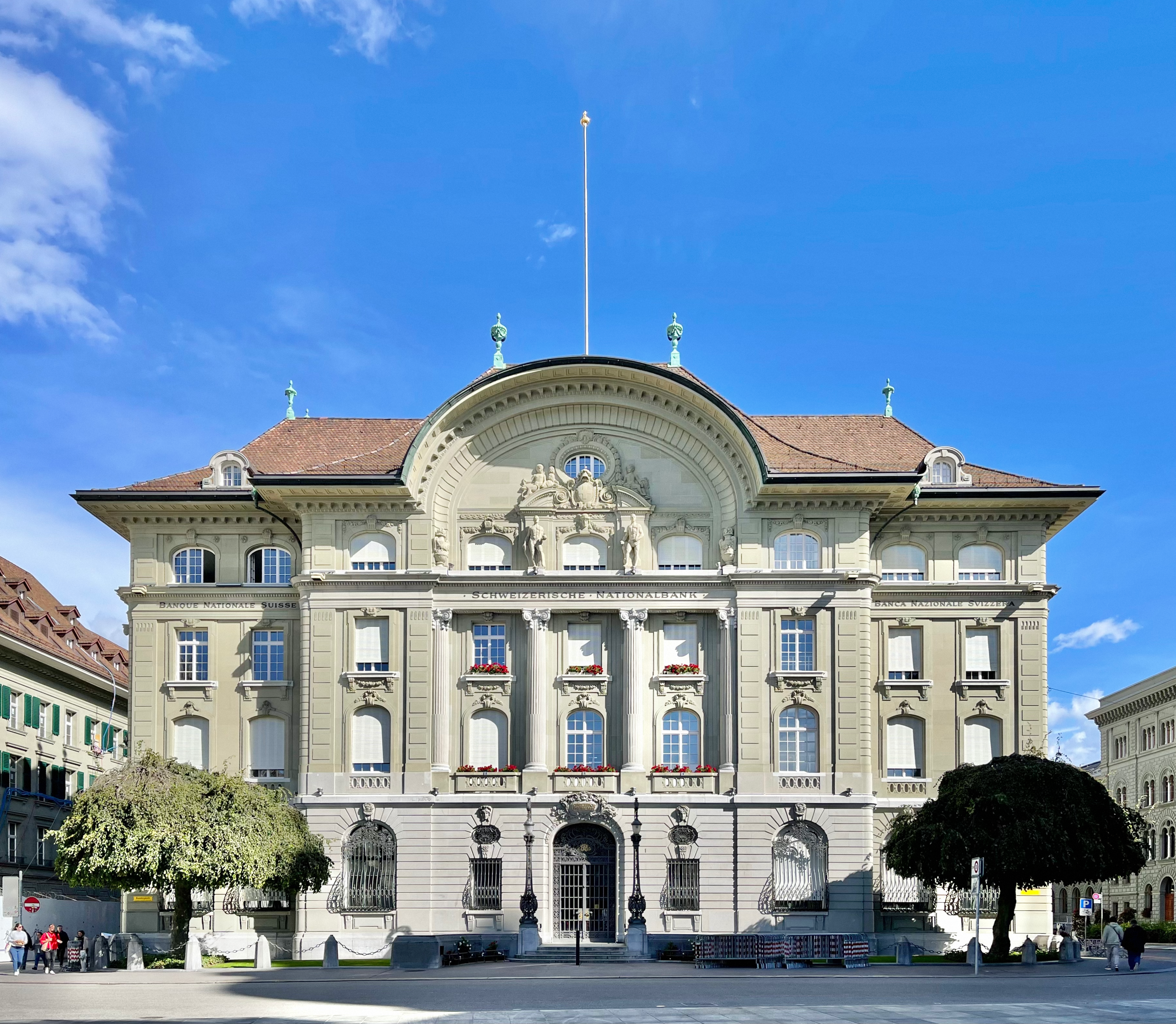
Edificio del Banco Nacional Suizo en Berna, fachada principal de Bundesplatz.

El mercado interbancario o mercado interbancario de préstamos es un mercado en el cual los bancos se prestan a un plazo determinado unos a otros. La mayor parte de préstamos interbancarios se realizan con un vencimiento de una semana o menos, siendo la mayoría de un día. Estos préstamos se realizan al tipo interbancario. El bajo volumen de transacciones en este mercado fue uno de los principales factores que contribuyó a la crisis financiera de 2007.
A los bancos se les exige mantener una cantidad adecuada de activos líquidos, como por ejemplo efectivo, para poder hacer frente a potenciales pánicos bancarios de sus clientes. Si un banco no puede cumplir con estos requerimientos de liquidez, necesitará tomar dinero prestado en el mercado interbancario para cubrir el descubierto. Algunos bancos, por otra parte, tienen exceso de activos líquidos por encima de los requerimientos de liquidez. Estos bancos prestaran dinero en el mercado interbancario, recibiendo intereses sobre sus activos prestados.

## Tipo de interés interbancario
El tipo interbancario es el tipo de interés cargado a los préstamos a corto plazo entre bancos. Los bancos prestan y toman prestado en el mercado interbancario para poder gestionar su liquidez y cumplir con regulaciones como el coeficiente de caja. El tipo de interés cargado depende de la disponibilidad de dinero en el mercado, de los tipos vigentes y de los específicos términos de los contratos, como por ejemplo el tiempo de vencimiento. Existe un amplio conjunto de tipos interbancarios que son publicados y son fundamentales ya que son los índices de referencia de muchos de los créditos o préstamos, entre ellos los préstamos hipotecarios para la compra de vivienda. 
Tipos de interés interbancario
- Euribor, interés interbancario del euro (eurozona) (un grupo de países de Europa)
- Federal funds rate (Estados Unidos)
- LIBOR (Reino Unido)

## Rol del préstamo interbancario en el sistema financiero

### Apoyo al modelo de banca de reserva fraccional
La creación de crédito y la transferencia de los fondos creados a otro banco crea la necesidad de un banco "prestamista neto" del que tomar prestado y que pueda cubrir los descubiertos derivados del cumplimiento de los requisitos de liquidez. Esto es consecuencia del hecho de que los fondos inicialmente creados han sido transferidos a otro banco. Si hubiera (hipotéticamente) solo un banco comercial, entonces todo el nuevo crédito (dinero) creado sería redepositado en ese banco (o mantenido como efectivo físico fuera de él) y la necesidad del préstamo interbancario para este propósito se reducirían. En todo caso, en un modelo de banca de reserva fraccional todavía sería necesario dar respuesta a la cuestión de un pánico bancario.

### Una fuente de fondos para los bancos
Los préstamos interbancarios son importantes para el buen funcionamiento y la eficiencia del sistema bancario. Ya que los bancos están sujetos a regulaciones como el coeficiente de reservas, pueden enfrentarse a situaciones de escasez de liquidez al final del día. El mercado interbancario permite a los bancos suavizar la falta temporal de liquidez.

### Referencia para tipos de préstamo a corto plazo
Los tipos de interés del mercado interbancario no garantizado sirven como tipos de referencia para asignar precio a numerosos instrumentos financieros, como los floating rate notes (FRNs), las hipotecas de tipo ajustable (ARM por sus siglas en inglés) y los préstamos sindicados. Estos tipos de referencia también son utilizados de modo frecuente en análisis de cashflow de banca corporativa, como por ejemplo el análisis de tipos de descuento. Por todo ello, las condiciones en el mercado interbancario pueden tener amplios efectos en el sistema financiero y en la economía real al influir sobre las decisiones de inversión de las empresas y los hogares.

### Transmisión de la política monetaria
Los bancos centrales de muchas economías implementan su política monetaria manipulando instrumentos que les permitan lograr un determinado valor para un objetivo operativo. Por instrumentos se entiende las variables que un banco central controla directamente, como por ejemplo el coeficiente de caja, el tipo de interés pagado sobre los fondos que se toman prestados del banco central, y la estructura del balance. Los objetivos operativos son una medida típica de las reservas bancarias o tipos de interés a corto plazo como el tipo interbancario overnight. Estos objetivos se fijan de tal modo que se logre una política determinada, lo que variará entre bancos centrales en función de su específico mandato.

## Tensiones en los mercados de préstamo interbancario durante la crisis financiera de 2007
Hacia mediados de 2007, comenzaron a suceder cracks en los mercados de valores respaldados por activos (más conocidos por su nombre en inglés, "asset-backed security" y sus siglas ABS). Por ejemplo, en junio de 2007, las agencias de calificación rebajaron la nota en torno a 100 bonos respaldados por hipotecas subprime. Poco después, el banco de inversión Bear Stearns liquidó dos hedge funds que habían invertido fuertemente en valores respaldados por hipotecas (más conocidos por su nombre en inglés, "mortgage-backed security" y sus siglas MBS) y varios prestamistas hipotecas fueron declarados en bancarrota. Las tensiones en los mercados de préstamo interbancario se hicieron evidentes el 9 de agosto de 2007, una vez que el banco francés BNP Paribas anunciara que iba a detener el pago de rendimientos de tres de sus fondos de inversión. Esa mañana el tipo del Libor en dólares ascendió más de 10 puntos básicos (bps) y se mantuvo elevado a partir de entonces. El spread Libor-OIS se disparó hasta en torno a 90 puntos básicos en septiembre, cuando había tenido una media de 10bps en los meses anteriores. 
Durante la siguiente reunión del consejo de la Reserva Federal el 18 de septiembre de 2008, la Fed comenzó a relajar su política monetaria agresivamente para responder a los problemas en los mercados financieros.
Hacia el final de 2007, la Reserva Federal había cortado el tipo objetivo para la financiación de la Fed en 100bps y lanzado varios programas para facilitar con liquidez al mercado, sin evitar que el diferencial del Libor-OIS se mantuviera elevado. Durante la mayor parte de 2008, las condiciones de financiación a plazo se mantuvieron bajo presión. En septiembre de 2008, cuando el gobierno de EE. UU. decidió no rescatar al banco de inversión Lehman Brothers, los mercados de crédito pasaron de estar en tensión a romperse completamente y el diferencial del Libor-OIS estalló hasta superar los 350bps.